# سوزوکی اکواتور
سوزوکی اکواتور (Suzuki Equator) خودرویی است که از سال ۲۰۰۹ تا کنون در ایالات متحده آمریکا تولید شده‌است. طراحی آن موتور جلو، توزیع نیروی پیشران و خودرو چهار چرخ محرک بوده است. سیستم جعبه‌دندهٔ آن ۵ دنده به دو صورت خودکار و دستی است.